# Diphucephala azureipennis
Diphucephala azureipennis är en skalbaggsart som beskrevs av Macleay 1886. Diphucephala azureipennis ingår i släktet Diphucephala och familjen Melolonthidae. Inga underarter finns listade i Catalogue of Life.